# Fontoy
Fontoy é uma comuna francesa na região administrativa de Grande Leste, no departamento de Mosela. Estende-se por uma área de 16,88 km². Em 2010 a comuna tinha 3 136 habitantes (densidade: 185,8 hab./km²).